# Araneus masoni
Araneus masoni är en spindelart som först beskrevs av Simon 1887. Araneus masoni ingår i släktet Araneus och familjen hjulspindlar.
Artens utbredningsområde är Myanmar. Inga underarter finns listade i Catalogue of Life.